# Marceliano Isábal y Bada
Marceliano Isábal y Bada (Saragossa, 1835 - 1931) fou un advocat i polític aragonès. Fou un dels fundadors del Casino Republicà de Saragossa amb Calixto Ariño, Espondaburu, Gabriel de la Escosura y Ballarín i Gimeno Rodrigo. Participà en la revolució de 1868 i des d'aleshores dirigí el diari La República. Fou un dels signants del Pacte de Tortosa de 1869 i fou elegit diputat del Partit Republicà Democràtic Federal per Borja a les eleccions generals espanyoles d'agost de 1872 i 1873. Durant la Primera República Espanyola fou cap de política del Ministeri de Governació dirigit per Eleuterio Maisonnave Cutayar; posteriorment fou governador civil de la província de Terol.
Quan es produí la restauració borbònica deixà la política activa, encara que es mantingué fidel al republicanisme. Quan es produí l'escissió de Manuel Ruiz Zorrilla continuà fidel a Nicolás Salmerón en el Partit Republicà Centralista. Fou diputat d'Unió Republicana pel districte de La Almunia de Doña Godina a les eleccions generals espanyoles de 1901 i 1905.
Simultàniament va dirigir un important despatx d'advocats i fou degà del Col·legi d'Advocats de Saragossa de 1912 fins a la seva mort el 1931. També va intervenir en el Congrés de Jurisconsults Aragonesos de 1880, i com a especialista en dret civil aragonès, participà en la Comissió de preparació de l'Avantprojecte d'Apèndix de Dret Aragonès de 1904 i en la Comissió General de Codificació de 1925. També ha publicat nombrosos estudis sobre dret aragonès.

## Obres
- Comentario al Fueros y Observancias del Reino de Aragón (1926)